# 单克隆抗体命名法
| 前缀 | 靶点亚词干       | 靶点亚词干 | 靶点亚词干      | 靶点亚词干                                      | 来源亚词干（至2017前） | 来源亚词干（至2017前）       | 词干 |
|      | 旧系统 （~1993） | （2009）   | 新系统 （2017） | 意义                                            |                        | 意义                         |      |
| ---- | ---------------- | ---------- | --------------- | ----------------------------------------------- | ---------------------- | ---------------------------- | ---- |
| 可变 | —                | -ami-      | -ami-           | 血清淀粉样蛋白 (SAP)/淀粉样变（用于亚词干之前） | -a-                    | 大鼠                         | -mab |
| 可变 | -anibi-          | —          | —               | 血管新生 (抑制剂)                               | -e-                    | 仓鼠                         | -mab |
| 可变 | -ba(c)-          | -b(a)-     | -ba-            | 细菌                                            | -i-                    | 灵长类                       | -mab |
| 可变 | -ci(r)-          | -c(i)-     | -ci-            | 心血管                                          | -o-                    | 小鼠                         | -mab |
| 可变 | -fung-           | -f(u)-     | -fung-          | 真菌                                            | -u-                    | 人类                         | -mab |
| 可变 | -d(e)-           | -de-       | —               | 内分泌                                          | -xi-                   | 嵌合抗体（人类/异源抗体）    | -mab |
| 可变 | -gr(o)-          | -gros-     | -gros-          | 骨骼肌质量相关生长因子 及受体（用于亚词干之前） | -zu-                   | 人源化                       | -mab |
| 可变 | -ki(n)-          | -k(i)-     | -ki-            | 白细胞介素                                      | -xizu-                 | 嵌合-人源化杂合              | -mab |
| 可变 | -les-            | —          | —               | 炎症病灶                                        | -axo-                  | 大鼠-小鼠杂合 (见三功能抗体) | -mab |
| 可变 | -li(m)-          | -l(i)-     | -li-            | 免疫调节                                        | -axo-                  | 大鼠-小鼠杂合 (见三功能抗体) | -mab |
| 可变 | -mul-            | —          | —               | 肌肉骨骼系统                                    |                        |                              | -mab |
| 可变 | -ne(u)(r)-       | -n(e)-*    | -ne-            | 神经                                            |                        |                              | -mab |
| 可变 | -os-             | -s(o)-     | -os-            | 骨骼                                            |                        |                              | -mab |
| 可变 | -co(l)-          | -t(u)-     | -ta-            | 大肠肿瘤                                        |                        |                              | -mab |
| 可变 | -go(t)-          | -t(u)-     | -ta-            | 睾丸肿瘤                                        |                        |                              | -mab |
| 可变 | -go(v)-          | -t(u)-     | -ta-            | 卵巢肿瘤                                        |                        |                              | -mab |
| 可变 | -ma(r)-          | -t(u)-     | -ta-            | 乳腺肿瘤                                        |                        |                              | -mab |
| 可变 | -me(l)-          | -t(u)-     | -ta-            | 黑色素瘤                                        |                        |                              | -mab |
| 可变 | -pr(o)-          | -t(u)-     | -ta-            | 前列腺肿瘤                                      |                        |                              | -mab |
| 可变 | -tu(m)-          | -t(u)-     | -ta-            | 杂类肿瘤                                        |                        |                              | -mab |
| 可变 | -toxa-           | -tox(a)-   | -toxa-          | 毒素                                            |                        |                              | -mab |
| 可变 | —                | —          | -vet-           | 兽用（用于词干之前）                            |                        |                              | -mab |
| 可变 | -vi(r)-          | -v(i)-     | -vi-            | 病毒                                            |                        |                              | -mab |

单克隆抗体命名法适用于单克隆抗体的学名或非专利药名。抗体是B细胞产生的一种蛋白。人及其他脊椎动物的免疫系统通过抗体识别细菌、病毒等外源物质。单克隆抗体（单抗）由相同细胞产生，因此拥有相同靶点；产生单抗的细胞细胞通常由人工产生。单抗在医学和其他领域应用众多。
世界卫生组织国际非专利药品名称（INN）及美国采用名称（USAN）皆使用此命名系统。词根一般用于表示药品类别，大多数情况下置于词尾。单抗名称均以“-mab”结尾。与大多数其他药品不同，单抗命名根据结构及功能在词尾前添加不同语素。

## 组成部分

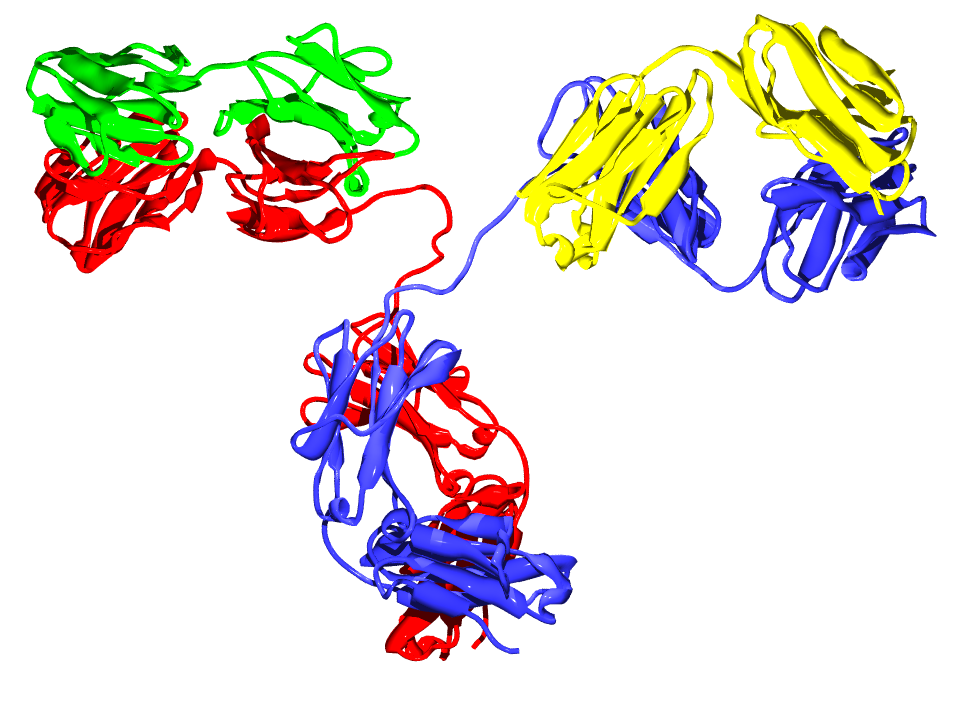
抗体结构（飘带图）。图中左上及右上方最外结构是四个可变区。

### 词干
“-mab”词干用于单克隆抗体及包含至少一个可变区（用于结合靶点的蛋白结构域）的片段。抗原结合片段、单链可变片段等人工合成蛋白因此适用本命名法。抗体的其他片段（如可结晶区域片段）及拟抗体适用其他命名系统。

### 来源亚词干

来源亚词干：小鼠（上左）、Fusion protein（上右）、Humanized antibody（下左）、嵌合-人源化（下中）、人（下右）单抗示意图
人类片段以棕色显示，非人类片段以蓝色显示。每个抗体顶端的方格是可变区；可变区中的互补性决定区以三个环表示。

## 历史

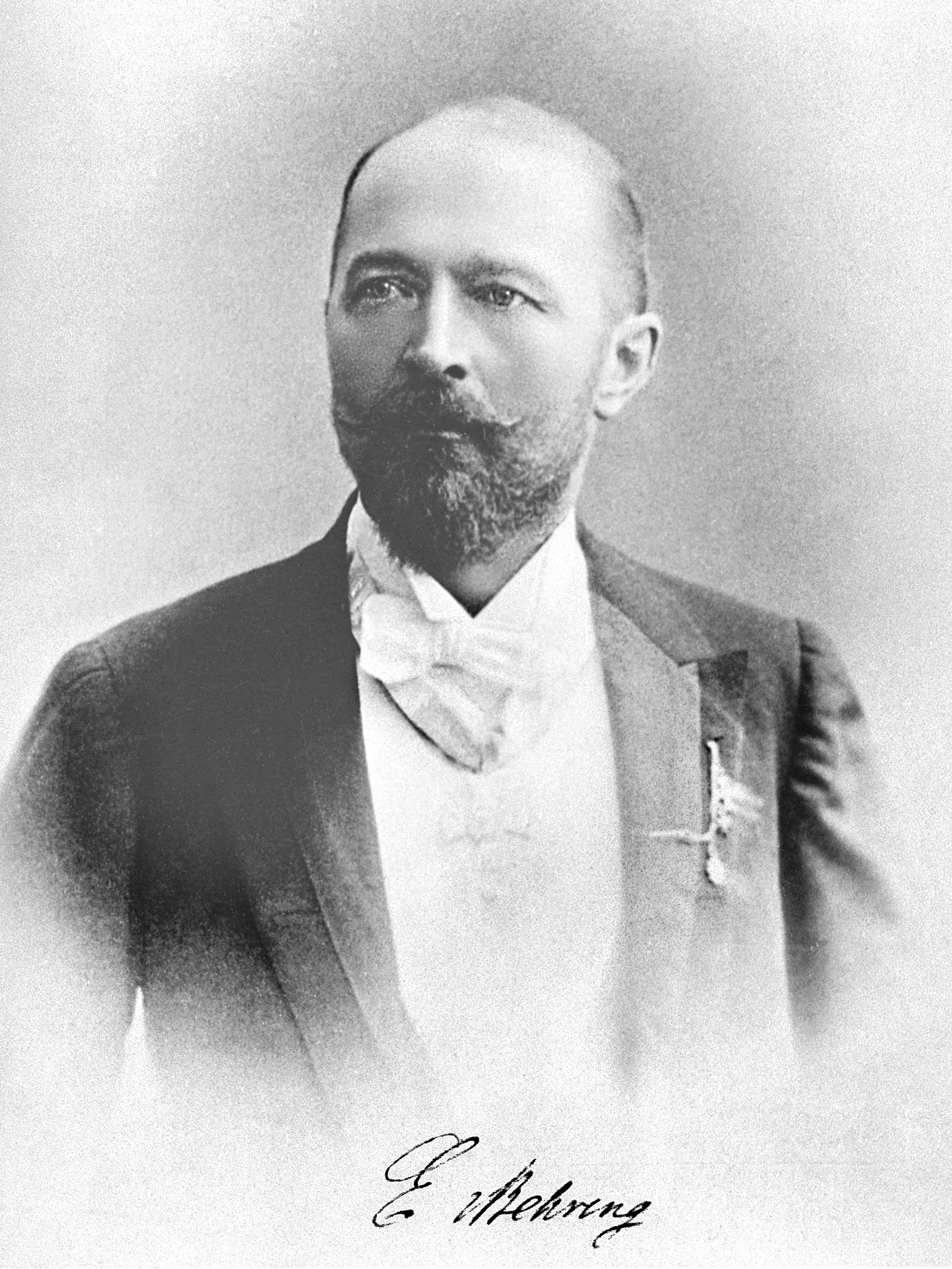
埃米尔·阿道夫·冯·贝林，抗体的发现者之一